# Nhật Tân, Gia Lộc
Nhật Tân là một xã nhỏ thuộc huyện Gia Lộc, tỉnh Hải Dương thuộc 5 xã khu Nam tách biệt với các xã khác của huyện Gia Lộc bằng con sông Đào.
Nhật Tân chỉ có 2 thôn: Thôn Cao Duệ và Thôn Thị Đức, với dân số khoảng 10.000 người (2005)

## Kinh tế
Nhật Tân hoạt động kinh tế trong lĩnh vực nông nghiệp, chủ yếu trồng lúa và các loại rau màu như cải, su hào, khoai tây, tỏi ớt...
Nhật Tân điều kiện khí hậu đất đai tốt nên rau quả tươi tốt quanh năm
Dân cư tuy không nhiều nhưng nhờ vị trí địa lý thuận lợi với con đường tỉnh lộ 20 nối liền với QL 39B ra QL5A đi về Hà Nội và Hải Phòng nên hoa mùa được phân phối dễ dàng, kinh tế người dân được nâng cao.

## Miếu Rồng
Căn cứ vào thần tích, bia ký và truyền thuyết lưu truyền trong nhân dân địa phương thì miếu Rồng thờ tướng nhà Đinh Đào Ngọc Sâm, người đã có công giúp Đinh Tiên Hoàng dẹp loạn 12 sứ quân, thống nhất đất nước và giúp Lê Hoàn đánh giặc Tống vào thế kỷ X, thân thế sự nghiệp của ông có thể tóm tắt như sau:
Vào thời nhà Đinh ở huyện Nga Sơn, phủ Hà Trung, Ái Châu có vị trưởng tộc Đào Ngọc Hoàn, tổ tiên vốn là người phương Bắc, chạy sang An Nam cư trú ở động Tung Sơn để tránh sự dâm loạn của vua Dương Đế nhà Tuỳ lấy vợ tên là Trần Thị Hiên sinh hạ con gái đặt tên là Trinh Nương. Trinh Nương lên 10 tuổi thì mẹ qua đời. Đào công thương xót, đợi hết tang vợ sẽ gả con gái cho người trong động, giao phó tài sản cho con rể rồi đi chu du thiên hạ. Ông đến trang Cao Duệ xứ Hải Dương, Bấy giờ trong trang có ông Đỗ Thành, ngoài 40 tuổi có một người con gái tên là Sung Nương, Đỗ Thành thấy Ngọc Hoàn là người đức độ bèn mời về nhà và gả con gái cho. Vợ chồng họ Đào sinh được một người con trai tướng mạo khác thường, lúc đầu đặt tên con là Ngọc Việt, sau lại đổi thành Ngọc Sâm, khi Ngọc Sâm 15 tuổi cả mẹ cha đều đột ngột qua đời.
Năm Sâm công 18 tuổi, ông cậu bèn hỏi cưới con gái họ Lý tên là Giáp Nương cho Ngọc Sâm. Đào Ngọc Sâm chiêu mộ dân binh được hơn 2000 người luyện tập binh pháp, cùng đồng cam cộng khổ. Lúc bấy giờ Đinh Bộ Lĩnh dấy binh ở Hoa Lư, quân sĩ có tới vài vạn anh tài, kẻ sĩ trong thiên hạ hết thảy đều quy phục. Đinh Tiên Hoàng sai Nguyễn Bặc đi đón Sâm công về yết kiến Tiên Hoàng. Vua Đinh thấy Ngọc Sâm tướng mạo khôi ngô thì mừng rỡ bèn phong cho Sâm công làm Tham tán mưu sự thống lĩnh thủy bộ chu doanh đại tướng quân. Liền sau đó Sâm công lệnh cho quân sĩ các đạo thủy, bộ chia làm 12 đạo cùng tiến đánh thành của sứ quân Ngô Xương Xí, Ngô Nhật Khánh, Đỗ Cảnh Thạc, Phạm Bạch Hổ, Nguyễn Thiều. Sau khi thắng trận, Đinh Tiên Hoàng xưng vương đóng đô tại Hoa Lư (Ninh Bình) thắng trận trở về Sâm công được vua ban thưởng nhiều vàng bạc, tơ lụa, cho về thăm quê nội, ngoại. Sau 2 tháng ông trở lại triều đình, được vua sai làm Đốc trấn hai châu (Châu Hoan và Châu ái).
Được 3 năm, nhà Tống lại đem quân sang xâm lược nước ta, vua triệu Sâm công và các tướng lĩnh về triều đình và phong cho Lê Hoàn làm Thống quốc Thượng tướng quân, Sâm công làm "Phó thống quốc Thượng tướng quân" sai hai ông đem quân ra cự chiến với giặc. Sau khi thắng trận, Đào Ngọc Sâm xin về quê nghỉ ngơi, ông mất tại quê vào ngày 13 tháng 3. Nhà vua Lê Long Đĩnh được tin ông mất vô cùng thương tiếc sai các quan về làm lễ viếng và cấp vàng bạc cho xây đền thờ ông ở động Tung Sơn và trang Cao Duệ và phong cho ông làm "An Nam Thánh tổ linh ứng Đại vương".